# Lisandro Alvarado
Lisandro Alvarado (El Tocuyo, 19 de setembre de 1858 - València, 10 d'abril de 1929) va ser un metge, naturalista, historiador, etnòleg i lingüista veneçolà.

## Biografia
Va néixer a la ciutat del Tocuyo, al municipi Morán (estat Lara). Els seus pares van ser Rafael Alvarado i Gràcia Benigna Marchena. En el col·legi La Concòrdia (del Tocuyo), regentat per Egidio Montesinos, va rebre la influència dels clàssics literaris i el coneixement del llatí, aspectes que seran decisius en la seva vida intel·lectual.
El 1871 va viatjar a Trujillo per finalitzar el batxillerat. Al cap de poc, la manca de recursos per part de la seva família el va obligar a deixar els estudis i treballar com a depenent en una farmàcia a Barquisimeto. No obstant això, el 1878 es va traslladar a Caracas per iniciar estudis de medicina. Durant aquest lapse va estar en contacte directe amb la intensa vida política del moment, caracteritzada pel predomini d'Antonio Guzmán Blanco. En l'intel·lectual va poder conèixer el marc doctrinal del positivisme, representat en els ensenyaments d'Adolfo Ernst i Rafael Villavicencio. En tal sentit, Lisandro Alvarado va veure confrontada la seva visió religiosa i tradicionalista de la vida amb les noves idees científiques de la fi del segle xix. En un primer moment, el positivisme influirà en les seves recerques en el camp de l'etnografia, la història, el llenguatge, així com pel seu interès per diverses cultures antigues i modernes. En aquest període Alvarado va compartir el seu saber científic amb César Zumeta, Luis López Méndez i José Rafael Revenga, donant conèixer els seus primers treballs al voltant de 1882.
Malgrat la seva primera inclinació cap a la doctrina positivista, el contacte amb Cecilio Acosta, li va permetre a Alvarado connectar-se a tendències neoclàssiques diferents al positivisme. El 1881, per mitjà d'Acosta va poder conèixer a José Martí, qui va tenir una important influència en la seva visió de la vida i la ciència. En aquest sentit, una vegada que va obtenir el seu doctorat en medicina, Lisandro Alvarado es va radicar a Ospino (Estat Portuguesa).
Va iniciar una vida itinerant que va envoltar de llegendes la seva figura. Va recórrer el país en llom de ruc, en canoes i a peu, la qual cosa li va permetre entrar en contacte directe amb la realitat veneçolana: els paisatges, la vegetació, la fauna, els costums i tradicions populars, la manera de parlar de les persones, incloent els nombrosos pobles indígenes que va conèixer i la llengua dels quals va poder estudiar de primera mà.
Va viatjar a Europa com a cònsol i com a delegat mèdic, el 1891 va tornar a la província i va iniciar la publicació d'un conjunt de treballs de recerca. En aquest període va redactar diversos estudis: Neurosis de hombres célebres de Venezuela (1893) y Sobre las guerras civiles del país (1894).
A part d'aquests treballs, també va publicar una sèrie de treballs relacionats amb la lingüística i la lexicografia, sent el primer d'ells Ideas sobre la evolución del español en Venezuela (1903), seguint amb Glosario de voces indígenas en Venezuela (1921), Alteraciones fonéticas del español en Venezuela (1922, reelaborada el 1929) i finalment Glosario del bajo español en Venezuela (1929). El 1920 va tornar a Caracas per treballar en la Direcció de Política Comercial (del Ministeri de Relacions Exteriors). Com a reconeixement a la seva extensa labor en la recerca, va ser incorporat com a individu de nombre de l'Acadèmia de Medicina (el 1905), l'Acadèmia de la Llengua (el 1922) i l'Acadèmia de la Història (el 1923). Les seves Obres completes en 8 volums van començar a ser publicades el 1958; no obstant això, queda encara una col·lecció inèdita dels seus manuscrits en custòdia de l'Acadèmia Nacional de la Història.
Va ser maçó en grau 30.
Va morir a la ciutat de València (Carabobo) el 10 d'abril de 1929.
Des del 14 de maig de 1980 les seves restes reposen en el Panteó Nacional.